# Lorenzo Lucchesi
Lorenzo Lucchesi, né le 9 mai 2003 à Florence en Italie, est un footballeur italien, qui évolue au poste de défenseur central à l'AC Monza, en prêt du Venise FC.

## Biographie

### En club
Né à Florence en Italie, Lorenzo Lucchesi est formé à l'Empoli FC et à la Juventus de Turin avant de rejoindre l'ACF Fiorentina en 2020 afin d'y poursuivre sa formation.
Le 5 août 2023, Lorenzo Lucchesi est prêté en même temps que son coéquipier Costantino Favasuli pour une saison à la Ternana Calcio, club évoluant alors en Serie B. C'est avec ce club qu'il joue son premier match en professionnel, le 29 octobre 2023, lors d'une rencontre de championnat face au Modena FC. Il est titularisé et son équipe est battue par deux buts à un.
Le 1er août 2024, Lorenzo Lucchesi rejoint le Venezia FC. Il est cependant prêté le 30 août 2024 à l'AC Reggiana pour une saison.

### En sélection
Lorenzo Lucchesi représente l'Italie en sélection, il commence avec l'équipe des moins de 15 ans, avec laquelle il joue un match en 2018.